# Кастель-Фоконьяно
Касте́ль-Фоконья́но (итал. Castel Focognano) — коммуна в Италии, расположена в области Тоскана, в провинции Ареццо.
Население составляет 3320 человек (2008 г.), плотность населения составляет 59 чел./км². Занимает площадь 57 км². Почтовый индекс — 52016. Телефонный код — 0575.
Покровителем коммуны почитается святитель Мартин Турский, празднование 11 ноября.

## Демография
Динамика населения:

## Администрация коммуны
- Официальный сайт: http://www.comune.castel-focognano.ar.it/